# Ashmeadiella rufitarsis
Ashmeadiella rufitarsis är en biart som beskrevs av Michener 1939. Ashmeadiella rufitarsis ingår i släktet Ashmeadiella och familjen buksamlarbin. Inga underarter finns listade i Catalogue of Life.